# Hiszpania na Letnich Igrzyskach Olimpijskich 1948
Hiszpanię na Letnich Igrzyskach Olimpijskich 1948 reprezentowało 65 zawodników, tylko mężczyzn.

## Zdobyte medale
| Medal  | Zawodnik                                    | Dyscyplina  | Konkurencja                      |
| ------ | ------------------------------------------- | ----------- | -------------------------------- |
| Srebro | Jaime García José Navarro Marcelino Gavilán | Jeździectwo | skoki przez przeszkody drużynowo |